# Gérard Daniel
Gérard Daniel, dit « Ti Géra » ou « Préfet de Brooklyn » est un saxophoniste et musicien haïtien, né à Port-au-Prince en 1956. Gérard Daniel est considéré comme l’un des plus grands saxophonistes haïtiens.
Il commence à jouer de la clarinette dans la fanfare du lycée Toussaint Louverture. Puis, grâce au saxophoniste Jean Robert Damas, il adopte le saxophone.
Sa carrière musicale prend son envol avec les Pachas du Canapé Vert et le groupe de mini jazz Les Shelberts. Puis, à l'âge de seize ans, il intègre les Shleu Shleu pour remplacer un musicien. Il voyage aux États-Unis avec les Shleu Shleu puis il s'y installe définitivement. En 1975, il fonde à New-York son propre groupe Djet-X. Ce groupe est célébré comme un des meilleurs groupes de konpa des années 70, créant des morceaux qui deviennent très populaires dans toutes les Caraïbes, les territoires francophones d'Amérique et parmi la diaspora. 
En 1980, Gérard Daniel forme le duo GM connection avec le guitariste Mario Joseph Mayala. Le nom du groupe reprend les initiales des deux musiciens : G pour Gérard et M pour Mario. 
Ses plus grands tubes de konpa sont Love to Love You Baby (1977), Nap Poussé, Ret Cézi, Fais-toi plus belle, Rossignol, Pardon, Adelina, Gagotte Djet la, You and I, Simalo...
Le 8 janvier 2018, le musicien est mort à New York. Il serait mort de froid dans l’atelier de son ami artiste Patrick Wah, derrière une boîte de nuit.
En 2024 sort un album d'hommage à Ti Gérard.